# Руско-турска война (1877 – 1878)
Руско-турската война (1877 – 1878) между Руската империя и Османската империя е десета в поредицата от Руско-турски войни. Важна част от изострянето и решаването на Източния въпрос през 1875 – 1878 г.
Поводът за войната е Въстанието в Босна и Херцеговина (1875), Априлското въстание в България (1876) и Сръбско-турската война (1876). Участници са Османската империя срещу Русия, Румъния, Сърбия и Черна гора.
Войната се възприема и е наречена в България Освободителна, тъй като довежда до освобождаването на част от българите от османско владичество и създаването на Третата българска държава. Подобно е отношението към нея в Румъния, Сърбия и Черна гора, които получават пълна независимост.

## Причини
Лятото на 1875 г. поставя началото на поредното изостряне на Източния въпрос. В Босна и Херцеговина започва антиосманско въстание, предизвикано от общата криза на финансово съсипаната Османска империя. Въпреки натиска на османската армия, въстанието продължава и след края на годината. През 1876 г. се води Сръбско-турска война, а на 20 април започва Априлското въстание в България.
Събитията засилват имперските амбиции на Великите сили.
На 26 юни/8 юли 1876 г. се подписва тайното Райхщадско споразумение, в което Австро-Унгария и Русия се съгласяват какви територии да бъдат разпределени на кои страни, след края на войната. Съгласно това споразумение, страните се съгласяват, че на Балканите няма да се създаде голяма славянска държава. През април Русия постига споразумение с Румъния за пропускане на руските войски през нейна територия. В него се включва и присъединяване към Русия на Южна Бесарабия (под руска власт и в периода 1812 – 1856) в замяна на обещание за присъединяване на Северна Добруджа към Румъния след войната. Райхщадското споразумение е разширено с Будапещенската тайна конвенция между Австро-Унгария и Русия, както и споразумението между Русия и Великобритания от 30 май 1878 г.
Едновременно с това, Русия подготвя стратегически план за война с Турция. Негов автор е генерал-лейтенант Николай Обручев. Бруталното потушаване на Априлското въстание предизвиква широк отзвук в цяла Европа в подкрепа на българската национална кауза. През август 1876 г. османската армия нанася поражение на сръбските сили. Рязко намаляват възможностите за мирно решаване на кризата.
През декември 1876 г. е свикана Цариградската конференция. Великите сили обсъждат границите на една или повече автономни български провинции в рамките на Османската империя. Изготвят проект за автономия на Босна и България. Османският външен министър уведомява делегатите, че в Османската империя е приета нова конституция, гарантираща права и свободи на всички етнически малцинства и българите ще се ползват със същите права, като всички други народности. Великите сили обявяват, че конституцията е само частично и незадоволително решение. След поредица от опити за постигане на компромис, конференцията приключва без споразумение.

## Обявяване на войната
Османското правителство отхвърля Лондонския протокол на Великите сили с предложения за реформи в Османската империя. В отговор на 12/24 април 1877 г., с издаден в Кишинев Манифест на император Александър II, Русия обявява война на Османската империя.
За участие във войната са привлечени Румъния, Сърбия и Черна гора. В състава на Въоръжените сили на Русия е Българското опълчение (12 опълченски дружини) и финландска част (Лейбгвардейски Финландски Пехотен полк).

## Разположение на силите

### Русия
Русия е способна да мобилизира по-многочислена армия, която до известна степен е по-добре подготвена. Създадена е Действуваща Руска армия на Балканския полуостров. В началото на юни руските войски от 276 000 войници с командир великия княз Николай Николаевич се съсредоточават на левия бряг на река Дунав, като основното им ядро е в района на Зимнич.
За действия на Кавказкия фронт е създадена Действуваща армия от 100 000 офицери и войници с командир великия княз Михаил Николаевич. Според други сведения  Дунавската армия е от 210 000 души, а Кавказата - от 80 000

### Османска империя
Османските сили с командир Абдул Керим Надир паша имат в началото на месец юни 280 000 (338 000)офицери и войници на Балканския полуостров.  От тях 190 000 офицери и войници са за преки действия срещу Русия. Имат предимството на изградени преди войната крепости. Те разполагат и с пълен контрол в Черно море и патрулни кораби по река Дунав. Преди войната са въоръжени със съвременно стрелково оръжие от Великобритания и САЩ и артилерийско въоръжение от Германия. За действия на Кавказкия фронт е създадена армия от 70 000 офицери и войници с командир Ахмед Мухтар паша.

### Съюзници на Русия
На Румъния, Сърбия и Черна гора е отредена спомагателна роля във войната. Съставът на техните армии и задачите им са определени съобразно с това разбиране.

## Балкански театър на военните действия

### Настъпателен период (юни – юли 1877)
В началото на войната руската Дунавска флотилия унищожава османски кораби по течението на река Дунав и я минира. Създадена е възможност за пресичането ѝ във всяка точка. На 10/22 юни Долнодунавският отряд с командир генерал-лейтенант Аполон Цимерман форсира р. Дунав между Галац и Браила, като впоследствие заема Северна Добруджа. На 12/24 юни руската артилерия започва да обстрелва Русе и Тутракан, с което засилва увереността на османското командване, че основните руски сили ще преминат река Дунав в този район.
На 15/27 юни, руски части с командир генерал-майор Михаил Драгомиров, извършват десант през река Дунав при Зимнич – Свищов. Създаден е сигурен плацдарм. Инженерните части с командир генерал-майор Александър Деп построяват два понтонни моста при Свищов и прехвърлят Действуващата Руска армия на българския бряг. В района няма значителни османски сили и централното командване нарежда на Видинския корпус с командир Осман паша да се предвижи в направление Видин – Никопол и атакува флангово от запад руските сили. На Източнодунавската армия от района на Четириъгълника на крепостите Русе – Силистра – Варна – Шумен с командир Мехмед Али паша е заповядано да застраши от изток руските сили.
Руското командване разделя частите, прехвърлени при Свищов на:
- Западен отряд от 35 000 офицери и войници с командир генерал-лейтенат Николай Криденер,
- Русчушки отряд от 70 000 офицери и войници с командир престолонаследника Александър Александрович,
- Преден отряд от 12 000 офицери и войници с командир генерал-лейтенат Йосиф Гурко. Включва в състава си Българското Опълчение.

Чрез бързо придвижване на Предния отряд в Южна България и активни действия на Източния и Западния отряд се цели да се провали османския военен план. Започва настъпателният период на войната.
На 23 юни/5 юли руски войски с командир генерал-майор Александър Арнолди освобождават Бяла и установяват контрол над стратегически важния Беленски мост над река Янтра, където се пресичат пътищата Русчук – Велико Търново и Шумен – Плевен. От 8/20 юли до 1/13 август тук се установява главната квартира на руския император Александър II, който провежда два военни съвета – на 5 и 10 август. На 25 юни/7 юли части от Предния отряд влизат във Велико Търново, а на 4/16 юли преминават Стара планина през Хаинбоазкия проход. На 7/19 юли е установен контрол над Шипченския проход, имащ значение за връзките между Северна и Южна България (вж. Шипченска битка (юли 1877)). С тези действия пътят за настъпление към Цариград е открит, като генерал-лейтенант Йосиф Гурко превзема и Стара Загора.
На 4/16 юли Западният отряд успява да превземе Никопол. Придвижващият се към града Осман паша е принуден да се насочи към Плевен. По-малко от 24 часа след пристигането му е атакуван от руски сили. Осман паша организира успешна отбрана и отблъсква две руски атаки с цената на значителни жертви от двете страни (8/20 юли и 18/30 юли) (вж. Обсада на Плевен). Получава подкрепления и корпусът се прегрупира в Западна армия.
Русчушкият отряд постига равновесие на силите с най-мощната османска групировка, Източнодунавската армия, в района на Четириъгълника на крепостите Русе – Силистра – Варна – Шумен.
Междувременно османското командване прехвърля от Албания 20 хиляден Армейски корпус с командир Сюлейман паша. Усилен с други части, формира Централна армия, която трябва да се съедини с войските блокирани в Плевен и да проведе контранастъпление. На 19/31 юли се води ожесточена битка при Стара Загора, вследствие на която градът пада в ръцете на османците. В сраженията се отличава Българското опълчение. Особено героична е защитата на Самарското знаме. След превземането на града от редовната османска армия са извършени масови зверства спрямо мирното българско население по долината на река Тунджа. Независимо от успехите в битките при Нова Загора и Джуранли, Предният отряд се оттегля към Стара планина и се укрепява на Шипченския проход.
През настъпателния период главните руски сили са ангажирани с осигуряването на източния и западния фланг. Провален е османският план за едновременен двоен флангови удар. Същевременно дълбокото проникване на Предния Руски отряд в Южна България предизвиква появата на театъра на военните действия на Централната армия. Османските сили преодоляват първоначалния смут и дезорганизация. Западната и Централната армия предприемат активни действия, чиято цел е да се съединят и преминат в контранастъпление.
През юли започва бежанско движение, като първо засяга българското население по долината на р. Тунджа.

### Борба за надмощие (август – декември 1877)
Характерна черта на периода е провеждането на голямо-мащабни операции, в хода на които се решава изходът на войната.
Битката при Чаиркьой е първата голяма операция от действията на Източния фронт в Руско-турската война (1877 – 1878).
Епопеята на Шипка осуетява плана на османското командване за прехвърляне на Централната армия в Северна България и съединяването ѝ със Западната армия. С особен героизъм в боевете за Шипченския проход се отличава Шипченският отряд. В състава му е Българското опълчение. Решителна роля за отстояването му изиграва успешното командване на генерал-майор Николай Столетов и подкрепленията от части на Южния отряд с командир генерал-лейтенант Фьодор Радецки. Задържането на прохода е решаващо за изхода на войната (вж. Шипченска битка (август 1877), Шипченска битка (септември 1877)).
Неуспешните атаки за превземане на Плевен блокират настъплението на Руската армия. Към града са насочени поисканите подкрепления от Румъния. След нов неуспешен опит за превземане на града (26 август/7 септември – 1/13 септември) на сцената на военните действия пристига извиканият от Русия генерал от инженерните войски Едуард Тотлебен. Под негово командване се извършват обсадни действия около Плевен. Наложен е плътен блокаден пръстен. (вж. Битка при Ловеч, Битка при Горни Дъбник, Битка при Телиш, Битка при Враца, Битка при Оряхово, Битка при Тетевен, Битка при Арабаконак и Битка при Елена). Започва дълга борба за изтощаване. Принуден от липсата на продоволствие, на 28 ноември/10 декември, Осман паша се опитва да пробие обсадата в района при моста на река Вит. Претърпява поражение и капитулира с цялата Западна армия. Плевен е превзет.
На Източния фронт руските сили налагат волята и стратегическия си план в битките при Езерче, Кашъкбаир и Карахасанкьой, Кацелово и Горско Абланово, Чаиркьой и Мечка – Тръстеник.
Периодът на борбата за надмощие е с най-много усилия и жертви и за двете страни. Изчерпва почти всички възможности на Османската империя и нейните въоръжени сили за активни действия. Русия успява да мобилизира количествено и качествено по-големи ресурси за по-нататъшни настъпателни действия.

### Заключителен период (декември 1877 – януари 1878)
Действащата Руска армия, наброяваща 314 000 офицери и войници, започва настъпление срещу значително отслабените османски сили. В началото на периода решаващо значение има преминаването на Стара планина при много трудни зимни условия. Участват и Българските доброволчески чети. Заети са изгодни подстъпи към проходите в планината (вж. Битка при Арабаконак, Битка при Правец, Боевете при Етрополе). В бойните действия на този етап се включва Сърбия, която хвърля над 55 000 бойци към Ниш, Пирот, София и Видин.
Пръв преминава Западния отряд с командир генерал-лейтенат Йосиф Гурко. На 23 декември/4 януари след като разгромява Орханийската армия с командир Шакир паша) превзема София
Последван е от Южния отряд с командир генерал-лейтенант Фьодор Радецки. Преминаването на Троянския отряд с командир генерал-лейтенант Павел Карцов отвлича вниманието на османското командване от направлението на главния удар. На 28 декември/9 януари, Южният отряд в Шейновска битка обкръжава и пленява Централната армия с командир Вейсел паша. На османските въоръжени сили са нанесени невъзстановими загуби.
Заключителното руско настъпление е осъществено изцяло и довежда до мълниеносен разгром на последната противникова сила в Южна България-групировката на Сюлейман паша. На 4/16 януари е превзет Пловдив, а на 8/20 януари руските войски влизат в Одрин.

## Кавказки театър на военните действия
Първоначано Русия  хвърля много сили на Кавказкия фронт. Впоследствие преосмисля тактиката си, оценява готовноста на местното население да помага и прехвърля голямата част от войската си на Балканите. Основна задача на кавказките руски сили е осуетяване прехвърлянето на противникови сили на Балканския полуостров.

## Край на войната
В началото на 1878 година действуващата руска армия е на 20 км от Цариград. Победата е пълна. Великобритания изпраща в Мраморно море боен флот, който да предотврати превземането на османската столица. Под натиска на Великите сили на 19/31 януари Русия сключва с Османската империя Одринското примирие, с което се прекратяват бойните действия.
На 19 февруари/3 март Русия и Османската империя подписват предварителния Санстефански договор. Според него Румъния, Сърбия и Черна гора получават пълна независимост. България се създава като автономно трибутарно княжество. Територии на Османската империя се поделят между Великите сили.
Съгласно предварителните договорености между Русия и Австро-Унгария, както и между Русия и Великобритания, няколко месеца по-късно Великите сили се събират, за да оформят окончателния договор по време на Берлинския конгрес. Берлинският договор от 1/13 юли 1878 между Великите сили и Османската империя ревизира Санстефанския и в началото на 1879 е потвърден с Цариградския договор между Русия и Османската империя.

## Галерия
- Велик княз Николай Николаевич
- Крал Карол I
- Княз Милан Обренович
- генерал-адютант Дмитрий Милютин
- генерал-лейтенант Николай Обручев
- генерал-лейтенант Аполон Цимерман
- генерал-лейтенант Николай Криденер
- престолонаследникът Александър Александрович
- генерал-лейтенант Йосиф Гурко
- генерал-лейтенант Фьодор Радецки
- генерал от инженерните войски Едуард Тотлебен
- генерал-лейтенант Павел Карцов
- генерал-лейтенант Николай Святополк-Мирски
- генерал-лейтенант Пьотър Вановски
- генерал-лейтенант Павел Зотов
- генерал-майор Михаил Драгомиров
- генерал-майор Николай Столетов
- генерал-майор Александър Деп
- генерал-майор Михаил Скобелев
- Абдул Керим Надир паша
- Осман паша
- Сюлейман паша
- Карл Детроа
- Ахмед Еюб паша
- Ахмед Мухтар паша
- Хобърт паша
- Пред атака при Плевен 1877 г., художник Василий Верешчагин
- Офицери и унтер-офицери от лейбгвардейския Финляндски полк, 1878